# Rinaldo Martino
Rinaldo Fioramonte Martino (Rosário, 6 de novembro de 1921—Buenos Aires, 15 de novembro de 2000), foi um futebolista argentino naturalizado italiano.

## Biografia

### Carreira
Martino iniciou sua carreira esportiva nas categorias de base do Peñarol de Rosário e do Club Belgrano, antes de ser contratado pelo San Lorenzo de Almagro, em 1941, destacando-se pelos seus dribles desconcertantes. No ano seguinte, foi o artilheiro da temporada, com 25 gols. Integrou, juntamente com René Pontoni e Armando Farro, o chamado El Terceto de Oro, grande responsável pela conquista do Campeonato Argentino de 1946 e pelo fabuloso desempenho da equipe na excursão pela Europa.

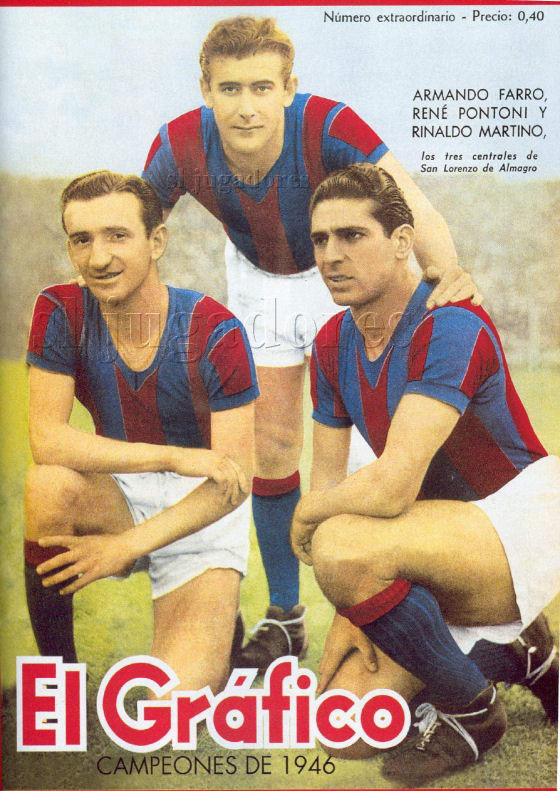
El Terceto de Oro.

Já como ídolo do futebol argentino, Martino disputou o Campeonato Italiano pela Juventus, sagrando-se campeão na temporada de 1949-50.
Retornando ao futebol sul-americano em 1950, Martino foi contratado pelo Boca Juniors. Entretanto, o campeonato nacional já estava em andamento, impedindo que ele jogasse pelo time argentino. Cedido por empréstimo ao Nacional de Montevidéu, integrou o elenco campeão do Campeonato Uruguaio daquele ano.
Em 1951, já atuando pelo Boca Juniors, Martino não demonstrou em campo o mesmo desempenho que o tornara famoso. Com problemas financeiros, o clube vende seu passe ao Nacional de Montevidéu por trezentos mil pesos. Na temporada de 1952, Martino recuperou seu antigo brilho e tornou-se fundamental na conquista de mais um Campeonato Uruguaio.
Em 1953, o Nacional liberou seu passe, e Martino foi para o São Paulo, por um período de testes durante o Torneio Rio-São Paulo. Após cinco jogos, não agradou e foi dispensado. Ainda naquele ano, foi contratado pelo Cerro, do Uruguai. Apesar de jogar no Uruguai, ele permaneceu morando na Argentina, para onde seguia todos os domingos, retornando a Montevidéu às quartas-feiras . Esta rotina semanal contribuiu para o desgaste de suas condições físicas, e ele decidiu voltar definitivamente para a Argentina em 1954, encerrando sua carreira.

### Seleções argentina e italiana
Martino disputou vinte jogos pela seleção argentina entre 1942 e 1947, marcando quinze gols e conquistando o Campeonato sul-americano por dois anos consecutivos. Em sua breve passagem pela seleção Italiana, disputou apenas um jogo e não marcou nenhum gol.

## Morte
Rinaldo Martino morreu na madrugada de 15 de novembro de 2000, aos 79 anos.

## Estatísticas

### Média de gols
| Equipe                 | Temporadas | Partidas | Gols | Média |
| ---------------------- | ---------- | -------- | ---- | ----- |
| San Lorenzo de Almagro | 1941-1948  | 233      | 142  | 0,61  |
| Juventus               | 1949-1950  | 33       | 18   | 0,55  |
| Nacional de Montevidéu | 1950       | 18       | 10   | 0,55  |
| Boca Juniors           | 1951       | 15       | 3    | 0,20  |
| Nacional de Montevidéu | 1952       | 12       | 5    | 0,42  |
| São Paulo              | 1953       | 5        | 1    | 0,2   |
| Cerro                  | 1953       | 4        | 1    | 0,25  |
| Seleção Argentina      | 1942-1947  | 20       | 15   | 0,75  |
| Seleção Italiana       | 1949       | 1        | 0    | 0,00  |
| Total na carreira      | 1941-1953  | 336      | 194  | 0,58  |

## Títulos

### Campeonatos nacionais
| Título                        | Clube                  | País      | Ano     |
| ----------------------------- | ---------------------- | --------- | ------- |
| Primera División de Argentina | San Lorenzo            | Argentina | 1946    |
| Campeonato Italiano           | Juventus               | Itália    | 1949-50 |
| Primera División de Uruguay   | Nacional de Montevidéu | Uruguai   | 1950    |
| Primera División de Uruguay   | Nacional de Montevidéu | Uruguai   | 1952    |

### Campeonatos internacionais
| Título                  | Sede      | Equipe            | Ano  |
| ----------------------- | --------- | ----------------- | ---- |
| Campeonato Sudamericano | Chile     | Seleção argentina | 1945 |
| Campeonato Sudamericano | Argentina | Seleção argentina | 1946 |